# Milanlug
Milanlug is een plaats in de gemeente Čaglin in de Kroatische provincie Požega-Slavonië. De plaats telt 243 inwoners (2001).